# Dark metal
Dark metal is een duistere variant van het metalgenre. Het genre behoort tot de extreme-metalgenres. De teksten gaan meestal over de dood, zelfmoord, satanisme en andere daarmee samenhangende thema's. Het genre combineert elementen van gothic metal en doommetal met deathmetal en black metal.
Dark metal wordt vooral gekenmerkt door het harde agressieve geluid, afgewisseld met rustige melodische stukken. Het genre kent veel ritmewisselingen. Meestal is de zang een soort van grunt, soms afgewisseld met heldere stem.
Een bekende darkmetalband is het Duitse Bethlehem. Zij noemden, als pioniers in het genre, hun stijl dark metal. Hun album Dark Metal, dat in 1994 uitkwam, was daarvan het begin.
Portaal · Categorie